# 19197 Akasaki
19197 Akasaki este un asteroid din centura principală de asteroizi.

## Descriere
19197 Akasaki este un asteroid din centura principală de asteroizi. A fost descoperit pe 6 martie 1992 la Geisei de Tsutomu Seki. Asteroidul prezintă o orbită caracterizată de o semiaxă mare de 3,08 ua, o excentricitate de 0,28 și o înclinație de 14,2° în raport cu ecliptica.